# 홍루몽 (드라마)
《홍루몽》(红楼梦)은 2010년 방송되었던 중국의 드라마이다.

## 소개
- 가보옥과 임대옥의 사랑이야기로 중국 고전소설이 원작인 드라마

## 등장 인물
- 양양 - 가보옥 역
- 장멍제 - 임대옥 역
- 바이빙 - 설보채 역
- 양미 - 청문 역
- 왕언화 (王彦華) - 가원춘 역
- 정려 (丁荔) - 가탐춘 역
- 마효찬 (马晓灿) - 사상운 역
- 고양 (高洋) - 묘옥 역
- 장적 (张笛) - 가영춘 역
- 서소삽 (徐小飒) - 가석춘 역
- 요적 (姚笛) - 왕희봉 역
- 이만가 (李曼嘉) - 가교저 역
- 주의 (周毅) - 이환 역
- 탕이페이 - 진가경 역
- 저우차이친 - 태부인 역
- 왕푸리 - 형부인 역
- 팡안나 - 앵아 역
- 쉬하이차오 - 류상년 역
- 칸칭쯔 - 자희 역